# Rak (bolest)
Rak (lat. cancer) ili zloćudna (maligna) novotvorina (neoplazma, tumor) je novotvorina kojoj je svojstvena nekontrolirana dioba stanica, odnosno sposobnost stanica da prodru u ostatak tkiva, bilo izravnim urastanjem (invazija) bilo migracijom do udaljenih područja tijela (metastaze).

## Dijagnoza
Rak se, s obzirom u kom dijelu tijela se razvio, može manifestirati na različite načine. Za konačnu dijagnozu najčešće je potrebna mikroskopska analiza tkiva dobivenog biopsijom. Kada se jednom dijagnosticira, terapija se najčešće sastoji od kirurške operacije, kemoterapije i zračenja.

## Faktori rizika
Postoji cijeli niz faktora rizika koji se povezuju s nastankom raka, a vodeći promjenjivi faktori su pušenje, konzumiranje alkohola, dijeta siromašna voćem i povrćem, pretilost i infekcija HPV virusom. Neki od faktora rizika su i npr.: izlaganje ionzirajućem zračenju ili ultraljubičastom zračenju, udisanje vlakana azbesta, udisanje para benzena, hepatitis C.

## Liječenje
Mnogi oblici raka su lječivi, a neki i potpuno izlječivi, pogotovo ako se rano otkriju. Ako se ne liječi, većina oblika raka izaziva smrt. Rak predstavlja jedan od glavnih uzročnika smrti u razvijenim zemljama.
Do 2009. godine farmaceutska industrija je testirala 860 lijekova protiv raka što je dvostruko više od broja testiranih lijekova protiv srčanog i moždanog udara zajedno. Bez obzira na uloženo i cijenu za bolesnike efikasnost lijekova je upitna. Na primjer Tarcev lijek protiv raka gušterače čija mjesečna terapija košta 3500 američkih dolara produžuje život pacijentima za samo 12 dana. Slična situacija je i s lijekom Erbitux koji se koristi protiv raka debelog crijeva. Cijena mjesečne terapije je 10 000 američkih dolara, a on produžuje život za samo 45 dana. Bez obzira na upitni uspjeh lijekova između 1998. i 2008. godine broj lijekova protiv raka u top 200 najprodavanijih se gotovo udvostručio s 12 na 23, a u deset najprodavanijih su ušla 3 lijeka protiv raka.
Velika potencijalna dobit na ovim lijekovima prisiljava kompanije na daljnja ulaganja u istraživanje tako da na primjer Pfizer ulaže 20 % od svog novca uloženog u istraživanje (7 milijardi dolara) u lijekove za liječenje raka.